# Plantarum Icones Hactenus Ineditae
Plantarum Icones Hactenus Ineditae (abreviado Pl. Icon. Ined.) es un libro con ilustraciones y descripciones botánicas que fue escrito por el botánico inglés, fundador de la Sociedad Linneana de Londres James Edward Smith. Fue publicado en Londres en 3 fascículos en los años 1789-1791, con el nombre de Plantarum Icones Hactenus Ineditae, Plerumque ad Plantas in Herbario Linnaeano Conservatas Delineatae.

## Publicación
- Fasc. nº 1, pl. 1-25, Apr-May 1789;
- Fasc. nº 2, pl. 26-50, 1-24 May 179-;
- Fasc. nº 3, pl. 51-75, May-Oct 1791